# Un nemico del popolo (film)
Un nemico del popolo (An Enemy of the People) è un film del 1978 diretto da George Schaefer.
È un film drammatico statunitense con Steve McQueen, Bibi Andersson e Charles Durning. È basato sul lavoro teatrale del 1950 An Enemy of the People di Arthur Miller, a sua volta adattato da un'altra opera teatrale norvegese del 1882, Un nemico del popolo (En folkefiende) di Henrik Ibsen.

## Produzione
Il film, diretto da George Schaefer su una sceneggiatura e un adattamento di Alexander Jacobs e Arthur Miller con il soggetto di Henrik Ibsen (autore del lavoro teatrale), fu prodotto  dallo stesso  Schaefer e da Philip L. Parslow per la First Artists e la Solar Productions e girato con un budget stimato in 2.500.000 dollari. McQueen figura, non accreditato, come produttore esecutivo.

## Distribuzione
Il film fu distribuito con il titolo An Enemy of the People negli Stati Uniti dal 17 marzo 1978 al cinema dalla Warner Bros. Pictures.
Alcune delle uscite internazionali sono state:
- in Turchia nel novembre del 1978 (Halk düsmani)
- nelle Filippine il 12 febbraio 1980
- in Portogallo il 14 ottobre 1980 (O Inimigo do Povo)
- in Giappone il 12 marzo 1983
- in Finlandia nel 1988 (Kansanvihollinen)
- in Brasile (O Inimigo do Povo)
- in Ungheria (A nép ellensége)
- in Germania Ovest (Ein Feind des Volkes)
- in Spagna (El enemigo del pueblo)
- in Svezia (En folkfiende)
- in Grecia (O ehthros tou laou)
- in Venezuela (Un enemigo del pueblo)
- in Un enemigo del pueblo (Wróg ludu)
- in Italia (Un nemico del popolo)

## Critica
Secondo il Morandini con il film "McQueen cercò di liberarsi degli stereotipi di Hollywood. Ottime intenzioni. Risultati appena decorosi". Secondo Leonard Maltin il film è un "sincero e meticoloso sforzo di McQueen". Si comprenderebbe come la produzione "sia rimasta sugli scaffali per anni" e come "abbia avuto una distribuzione limitata" nonostante risulti "superiore" alle altre ultime produzioni a cui McQueen aveva partecipato nei suoi ultimi anni.

## Promozione
Le tagline sono:
- "The story of a man of courage.".
- "The tragedy of a an honest man destroyed by a town's greed.".